# Jean Van Impe
Jean Charles Van Impe (Gent, 7 april 1877 - 19 juli 1971) was een Belgisch senator.

## Levensloop
Van Impe promoveerde tot doctor in de rechten en vestigde zich als advocaat in Gent.
Hij werd verkozen tot provincieraadslid voor Oost-Vlaanderen (1929-1954) en werd er bestendig afgevaardigde.
In 1954 werd hij liberaal senator voor het arrondissement Gent en vervulde dit mandaat tot in 1958.